# Neubaukirche

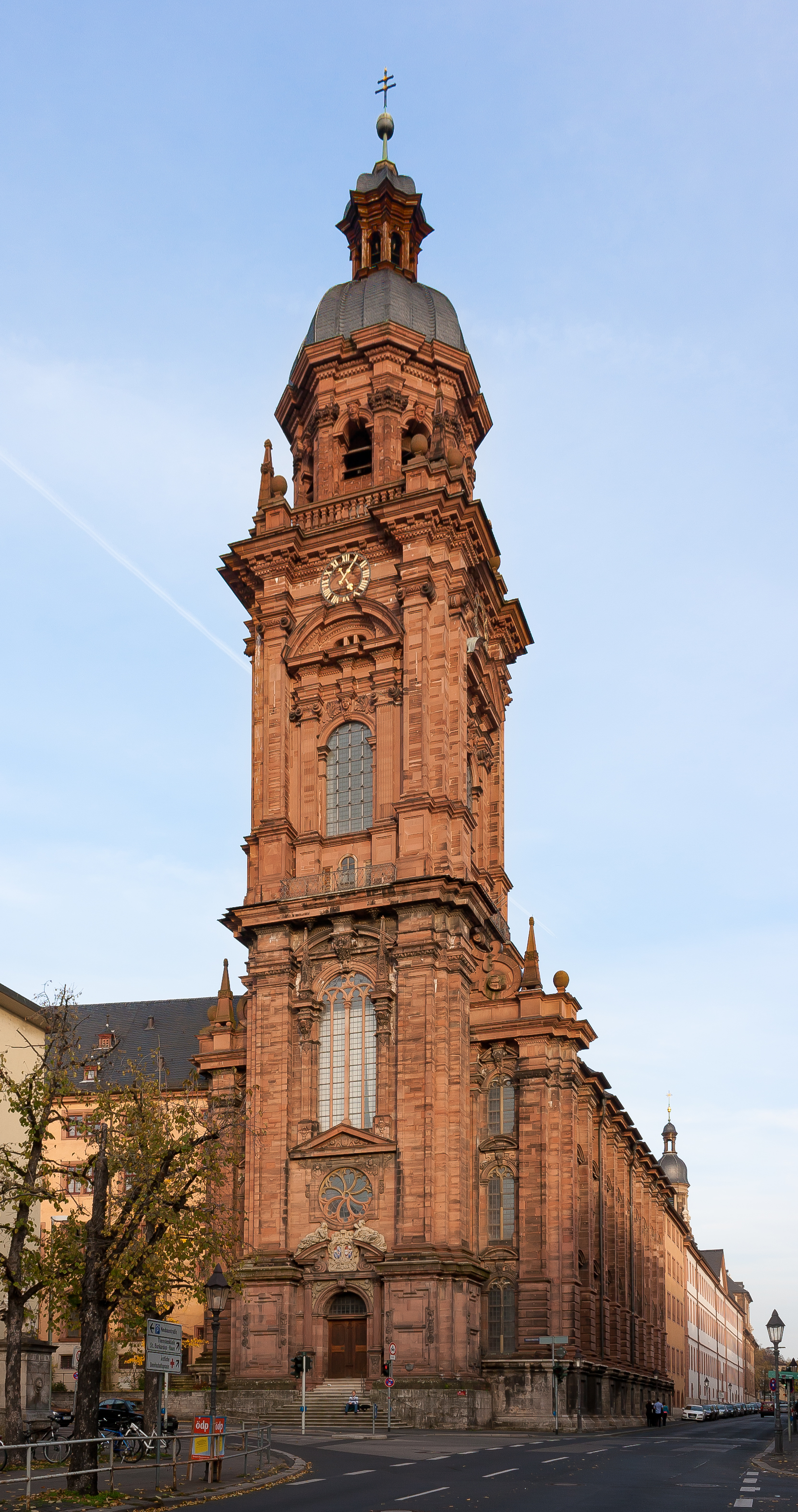
Neubaukirche, ehemalige Universitätskirche

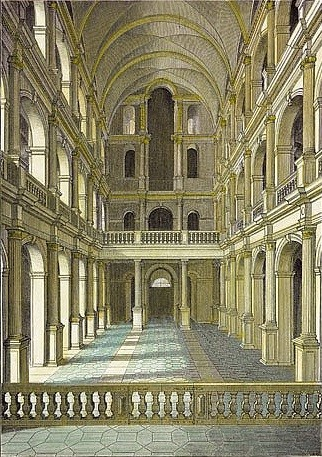
Inneres um 1880; kolorierter Holzstich

Die Neubaukirche ist eine ehemalige Universitätskirche und profanierte Renaissancekirche in Würzburg, die heute der Universität Würzburg als Aula dient. Sie wird zu den bedeutendsten Kirchenbauten der Renaissance nördlich der Alpen gerechnet. Der Bau begann 1583 durch Baumeister Georg Robin und wurde, zwischenzeitlich ruinös, von Antonio Petrini sowie Joseph Greissing, die vor allem die oberen Turmgeschosse samt Kuppel und Laterne neu errichteten, 1696 bis 1704 vollendet. Nach schwerer Beschädigung im Zweiten Weltkrieg erfolgte zwischen 1970 und 1985 der Wiederaufbau der Neubaukirche.

## Geschichte
1582 gründete der Würzburger Fürstbischof Julius Echter von Mespelbrunn in seiner Residenzstadt eine Universität und beauftragte den aus Flandern stammenden Mainzer Hofbaumeister Georg Robin mit der Errichtung der Gebäude. Ab 1583 entstand das groß angelegte quadratische Ensemble der heutigen Alten Universität' mit der Universitätskirche im Südflügel. Deren Bau begann 1586; am 8. September 1591 wurde sie geweiht. Im Volksmund hieß sie schon bald Neubaukirche. Das Herz des Gründers wurde 1617, seinem Wunsch gemäß, in der Kirche in einem unweit der Kanzel errichteten Grabmonument beigesetzt. Das Herz-Monument wurde, wie ein nicht mehr erhaltener steinerner Hochaltar mit seinen Alabasterreliefs und die Kanzel mit Alabasterskulpturen von Georg Robins Bruder Johann Robin in den Jahren 1583 bis 1589 geschaffen.
Nachdem sich die über dem alten Stadtgraben aufgemauerte Südwand abzusenken begann, infolge dessen Teile des Mittelschiffsgewölbes einstürzten und weitere Schäden entstanden, mussten schon 1626 tiefgreifende Erhaltungsmaßnahmen eingeleitet werden, die jedoch 1631 beim Einfall der Schweden zum Erliegen kamen (Nachdem unter Leitung von Giovanni Bonalino verbliebene Gewölbereste abgetragen worden waren, war 1628 eine neue Südfassade errichtet sowie mit Arbeiten zur Wiederherstellung der Westfront mit dem massiv beschädigten Turm begonnen worden). Hierdurch blieb die Kirche etwa 70 Jahre ohne Dach und Gewölbe der Witterung ausgesetzt und verfiel. Erst Fürstbischof Johann Gottfried von Guttenberg ließ ab 1696 durch Antonio Petrini Maßnahmen zur Wiederherstellung einleiten, an denen spätestens seit 1698 auch Joseph Greissing maßgeblich teilnahm. Bis 1704 erhielt die Neubaukirche durch Petrini und Greissing ihre heutige äußere Erscheinung. Unter Guttenbergs Nachfolger, dem seit 1699 regierenden Johann Philipp von Greiffenclau, wurde die Gesamtmaßnahme einer umfassenden Instandsetzung zu Beginn des 18. Jahrhunderts abgeschlossen, indem die Kirche im Innern noch eine hochbarocke Ausstattung erhielt.
Der gewestete Frontturm der Universitätskirche wurde von  Antonio Petrini und Joseph Greissing in seinen beiden oberen Geschossen ganz neu errichtet. Während Antonio Petrini († 1701) vor allem für die Wiederherstellung des Langhauses und für die Planung des unteren der beiden neuen Turmgeschosse verantwortlich zeichnet, überarbeitete der besonders seit dem Regierungswechsel 1699 durch den neuen Fürstbischof Greiffenclau protegierte Vorarlberger Joseph Greissing planerisch maßgeblich vor allem das in seiner Wandfläche nun stärker aufgelöste Oktogon des Turmes und schuf ganz nach eigenen Entwürfen die charakteristische Turmkuppel mit ihren aufgelegten Rippen samt einer über einem Sterngrundriss mit Kreissegmenteinschüben konstruierten Laterne.
Nach der Säkularisation des Hochstifts wurde die Neubaukirche profaniert und als Depot verwendet. Die Barockausstattung wurde verkauft. Der Hochaltar befindet sich heute in der Kirche St. Johannes der Täufer in Schlüsselfeld.
Mitte des 19. Jahrhunderts wurde die Kirche für den Gottesdienst wieder hergestellt. Von 1884 bis 1887 wurden die Wände durch den Historienmaler Hugo Barthelme mit religiösen Gemälden ausgeschmückt.
Beim großen Bombenangriff auf die Stadt am 16. März 1945 wurde auch die Neubaukirche sehr schwer beschädigt. Ein Wiederaufbau war zunächst nicht finanzierbar. Bis 1957 erfolgten lediglich Sicherungsmaßnahmen. Unter dem Rektorat Werner Uhlmanns beschloss der Senat der Universität 1970, die Neubaukirche wiederaufzubauen und künftig für Kongresse, Tagungen und Konzerte zu nutzen. Das Projekt wurde von zahlreichen Institutionen, Künstlern und anderen Bürgern unterstützt. 1977 wurde der kuppelförmige Turmhelm vollendet. Damit war die Kirche äußerlich vollständig wiederhergestellt. Es begann die Restaurierung im Inneren. Schließlich wurde die Kirche am 7. November 1985, 40 Jahre nach ihrer Zerstörung, festlich als Aula der Universität eingeweiht.

## Architektur

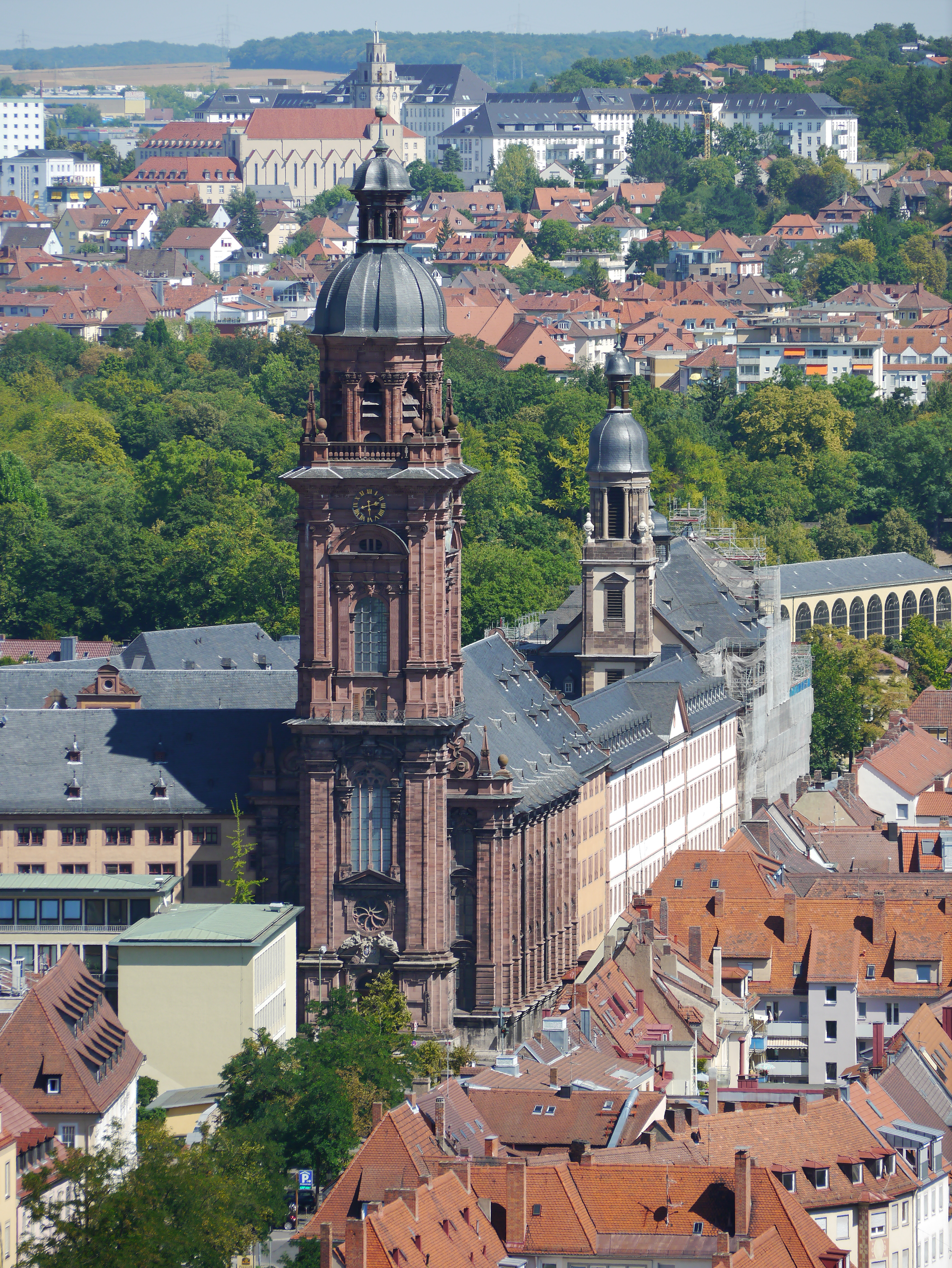
Neubaukirche. Auf der rechten Seite die als Strebepfeiler dienenden und um 1700 an der Südfassade angebrachten Kolossalpilaster

Georg Robin konzipierte die Neubaukirche als dreischiffige Hallenkirche, deren Seitenschiffe mit dreigeschossigen Emporen ausgefüllt sind. Das Hauptschiff überspannt ein mit Gurtbögen unterteiltes, durch Bögen in den Gewölbewangen leicht kreuzflächiges Tonnengewölbe. Schon zu Beginn des 17. Jahrhunderts stürzte das ursprünglich steinerne Gewölbe ein und wurde dann beim ersten Wiederaufbau durch Petrini und Greissing als Lattengewölbe ausgeführt. Auch beim zweiten Wiederaufbau im 20. Jahrhundert erneuerte man es als Putzgewölbe. Der vollständig mit rötlichem Ebenheider Sandstein verblendete Außenbau ist reich mit Giebeln, Gebälken und Pilastern gegliedert. Für architektonische Details, aber auch für Glasmalereien der Universitätskirche, fertige der Nürnberger Künstler Jost Amman Visierungen an.
Der weithin sichtbare, die Stadtsilhouette prägende Frontturm – mit 91 Metern der höchste Kirchturm Würzburgs – ist als quadratischer Schaft gestaltet, auf dem sich ein achteckiges, von einem balustradengeschmückten Umgang eingefasstes Obergeschoss mit rippenbesetzter Kuppel erhebt, bekrönt von einer originellen, sternförmigen Laterne. Bereits im Original in drei Etappen erbaut, weist er entsprechend drei unterschiedliche Stile auf, (Nach-)Gotik, Renaissance und Barock, die auf hervorragende Weise miteinander harmonieren. Als künstlerischer Höhepunkt dieser Synthese gelten das exzellent proportionierte Oktogon mit seiner Balustrade samt Kuppel und Laterne, weshalb Georg Dehio zu dem Urteil kam: „Es macht den Turm der Neubaukirche zum wohl schönsten des beginnenden oberdeutschen Spätbarock.“
Als künstlerisches Vorbild für die Langhausgestaltung dürften venezianische Renaissancekirchen gelten, wie sie der Architekt Georg Robin bei einem Italienaufenthalt vor 1567 kennengelernt hatte. Hingegen stammt das den Außenbau beherrschende Frontturm-Motiv aus der gotischen Tradition nördlich der Alpen, prominent vertreten durch die Münster zu Freiburg und Ulm.

## Ausstattung

### Skulpturen
Seit 2010 befinden sich an den Stirnwänden der beiden Seitenschiffe eine Christus- und eine Katharina-Skulptur von Karlheinz Oswald, jener als Bild des Menschen, diese als Symbolgestalt für Weisheit und Wissenschaft. Weitere, vorwiegend aus Windsheimer Alabaster von Johann Robin geschaffene Skulpturen finden sich an der Freigrabanlage des Herz-Monuments und an der Kanzel. Zehn von Balthasar Esterbauer geschaffene und zwei (St. Petrus und St. Paulus) von ihm überarbeitete Apostelstatuen von Tobias Ungleich, die sich an einem vom Hauger Stiftsbildhauer Johann Caspar Brandt (1652–1701) geschaffenen Hochaltar befanden, sind 1820 mit dem Altar aus der Kirche entfernt worden und verlorengegangen (Esterbauer schuf um 1702 auch vier Figuren (Putti) für die neuen, 1820 nach Brunntal gelangten Seitenaltäre).

### Orgel
1986 wurde an der einstigen Hochaltarwand eine große Konzertorgel aufgestellt. Vor über 1000 Zuhören gab der Würzburger Chirurg Ernst Kern im Dezember 1986 ein Konzert auf der neuen viermanualigen Orgel. Das Instrument wurde von dem Orgelbauer Karl Schuke (Berlin) erbaut. Es hat 64 Register auf vier Manualwerken und Pedal. Die Spieltrakturen sind mechanisch, die Registertrakturen elektrisch.
| I Hauptwerk C–c4 |       |
| Principal        | 16′   |
| Principal        | 8′    |
| Flute harmonique | 8′    |
| Gedackt          | 8′    |
| Oktave           | 4′    |
| Rohrflöte        | 4′    |
| Nassat           | 2 ⁄3′ |
| Oktave           | 2′    |
| Mixtur V-VII     |       |
| Cymbel III-IV    |       |
| Cornet II-V      |       |
| Trompete         | 16′   |
| Trompete         | 8′    |
| Clairon          | 4′    |

| II Schwell-Positiv C–c4 |       |
| Principal               | 8′    |
| Gedackt                 | 8′    |
| Holzflöte               | 8′    |
| Prestant                | 4′    |
| Blockflöte              | 4′    |
| Oktave                  | 2′    |
| Sesquialtera II         |       |
| Quinte                  | 1 ⁄3′ |
| Scharff IV-V            |       |
| Rankett                 | 16′   |
| Krummhorn               | 8′    |
| Schalmei                | 4′    |
| Tremulant               |       |
| Glockenspiel            |       |

| III Schwellwerk C–c4 |        |
| Gedackt              | 16′    |
| Principal            | 8′     |
| Rohrflöte            | 8′     |
| Gambe                | 8′     |
| Voix celeste         | 8′     |
| Flute octaviante     | 4′     |
| Viola                | 4′     |
| Quinte               | 2 ⁄3′  |
| Oktavin              | 2′     |
| Terz                 | 1 3⁄5′ |
| Sifflöte             | 1′     |
| Mixtur VI            |        |
| Bombarde             | 16′    |
| Hautbois             | 8′     |
| Trompette harm.      | 8′     |
| Vox humana           | 8′     |
| Clairon harm.        | 4′     |
| Tremulant            |        |
| Carillon (c0-g3)     |        |

| IV Chamaden C–c4 |     |
| Trompeta magnae  | 16′ |
| Trompeta real    | 8′  |
| Clarin           | 4′  |
| Cornett V        |     |

| Pedalwerk C–g1    |     |
| Untersatz         | 32′ |
| Principal         | 16′ |
| Subbaß            | 16′ |
| Gedackt (aus SW)  | 16′ |
| Oktave            | 8′  |
| Gedackt           | 8′  |
| Gambe (aus SW)    | 8′  |
| Flöte             | 4′  |
| Viola (aus SW)    | 4′  |
| Rohrflöte         | 2′  |
| Hintersatz VI     |     |
| Holzposaune       | 32′ |
| Posaune           | 16′ |
| Bombarde (aus SW) | 16′ |
| Trompete          | 8′  |
| Clairon           | 4′  |

- Koppeln: II/I, III/I, III/II, IV/I, IV/II, IV/III,I/P, II/P, III/P, IV/P

### Carillon

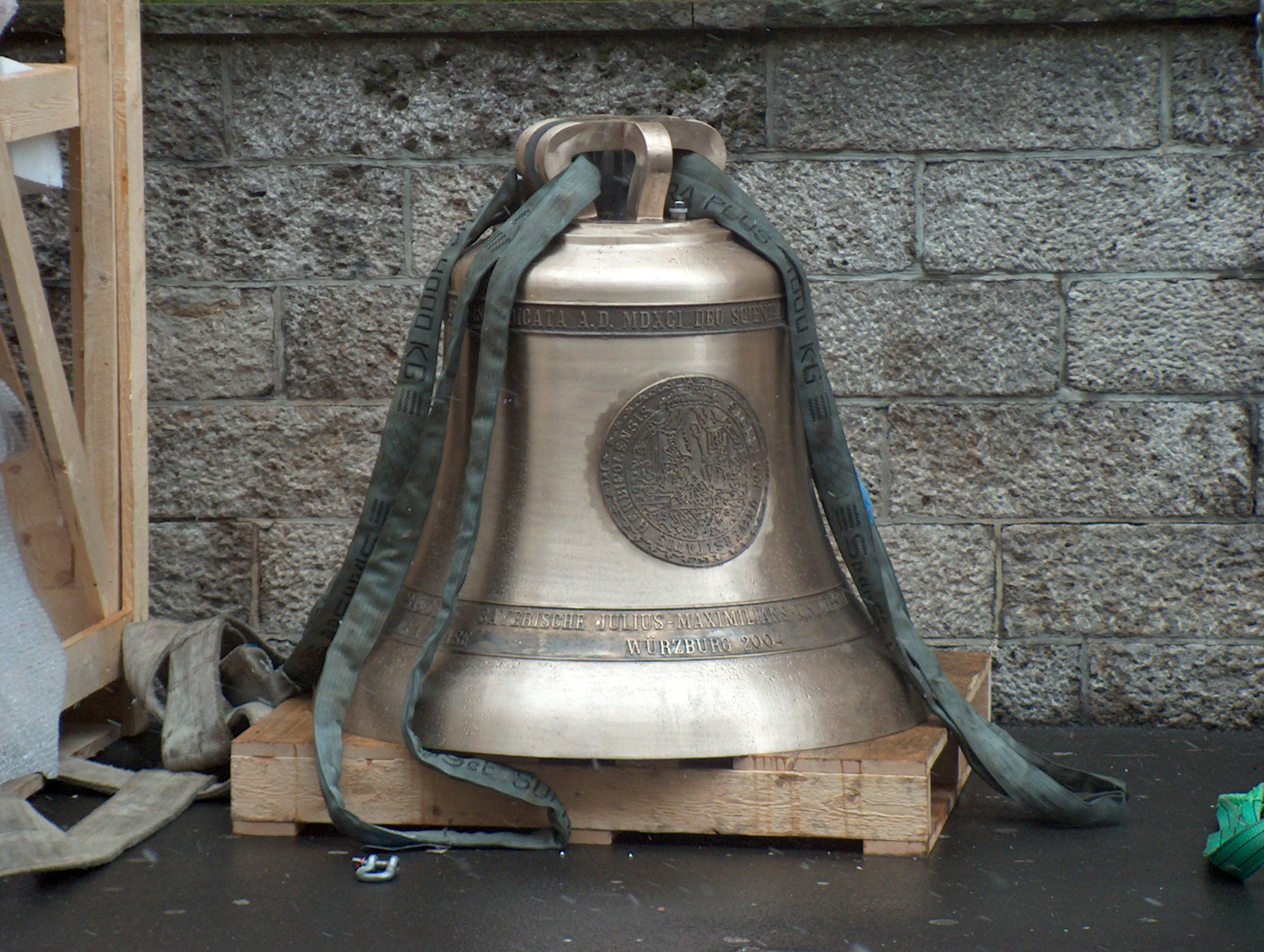
Größte Glocke vor dem Einbau

2005 erhielt der Turm der Neubaukirche ein Glockenspiel mit 51 Glocken von der Firma Petit & Fritsen, ein sogenanntes Carillon. Die größte davon hat einen Durchmesser von einem Meter, eine Höhe von 85 Zentimetern und ein Gewicht von 635 Kilogramm und ist mit dem Wappen der Universität verziert. Die kleinste Glocke wiegt nur wenig mehr als 4 Kilogramm. Zum Zeitpunkt des Einbaus war Würzburg die erste und einzige deutsche Universität, die ein Carillon besaß. In Europa waren seinerzeit nur drei weitere Universitäten – Amsterdam, Löwen und Rotterdam – mit Carillons ausgestattet. Öffentliche Konzerte auf dem Würzburger Carillon finden regelmäßig im Sommer statt (mittwochs um 17:30 Uhr).